# Festival Internacional de la Cultura de Boyacá 2010
La 38.ª edición del Festival Internacional de la Cultura de Boyacá, celebrada en la ciudad colombiana de Tunja, tuvo lugar entre el 27 de agosto y el 5 de septiembre de 2010.
Contó con la participación de 3 mil artistas provenientes de 22 países invitados. El país invitado especial fue China y el departamento invitado especial fue Guajira. Fueron más de 20 obras teatrales de 8 países, 21 grupos nacionales e internacionales de danza, más de 300 eventos a cargo de unos 3000 artistas con diferentes conocimientos y habilidades.
La programación del certamen cultural incluyó expresiones como danza, teatro, artes plásticas, literatura, poesía, cinematografía, música, cine y televisión. Por primera vez deslocalizó eventos a otras ciudades del departamento de Boyacá.

## Países Participantes
| País participante    | Artista |
| -------------------- | ------- |
| Alemania             |         |
| Bélgica              |         |
| Bolivia              |         |
| Brasil               |         |
| Chile                |         |
| China                |         |
| Colombia             |         |
| Costa Rica           |         |
| Cuba                 |         |
| Ecuador              |         |
| España               |         |
| Estados Unidos       |         |
| Francia              |         |
| Italia               |         |
| Japón                |         |
| México               |         |
| Perú                 |         |
| Puerto Rico          |         |
| República Dominicana |         |
| Turquía              |         |
| Uruguay              |         |
| Venezuela            |         |

## Artistas Especiales
| País participante | Arte   | Artista-Evento                       |
| ----------------- | ------ | ------------------------------------ |
| Colombia          | Música | Jorge Velosa y la Carranga Sinfónica |
| Colombia          | Música | Orlando "Cholo" Valderrama           |
| México            | Música | Marco Antonio Solis                  |
| Puerto Rico       | Música | Marc Anthony                         |
| Austria           | Música | Niños Cantores de Viena              |